# Дорошенко Володимир Григорович
Володимир Григорович Дорошенко (20 серпня 1942, село Брускинське, тепер Бериславського району Херсонської області — 24 грудня 2019, селище Казанка Баштанського району Миколаївської області) — радянський діяч, 1-й секретар Казанківського районного комітету КПУ, голова Казанківської районної ради народних депутатів Миколаївської області. Член ЦК КПРС у 1990—1991 роках.

## Життєпис
У 1960 році закінчив Каховський сільськогосподарський технікум Херсонської області.
У 1960—1961 роках — головний зоотехнік колгоспу імені Леніна Великоолександрівського району Херсонської області.
З 1961 по 1965 рік служив у Військово-морському флоті СРСР.
Член КПРС з 1964 року.
У 1970 році закінчив Херсонський сільськогосподарський інститут.
У 1970—1971 роках — головний агроном колгоспу «Заповіт Ілліча» Новоодеського району Миколаївської області.
У 1971—1975 роках — інструктор Миколаївського обласного комітету КПУ.
У 1975—1978 роках — голова виконавчого комітету Кривоозерської районної ради депутатів трудящих Миколаївської області.
У 1978 році закінчив Академію суспільних наук при ЦК КПРС у Москві.
У 1978—1991 роках — 1-й секретар Казанківського районного комітету КПУ Миколаївської області.
Одночасно в квітні 1990—1991 роках — голова Казанківської районної ради народних депутатів Миколаївської області.
З 1994 року — директор Казанківського професійно аграрного ліцею Миколаївської області. Президент футбольної команди «Казанка» Миколаївської області.
Помер 24 грудня 2019 року в селищі Казанка Миколаївської області.

## Нагороди і відзнаки
- медалі
- Заслужений працівник сільського господарства Української РСР
- Почесний громадянин смт. Казанка Миколаївської області